# Đại dịch COVID-19 tại Gabon
Bài viết này ghi lại các tác động của Đại dịch COVID-19 tại Gabon và có thể không bao gồm tất cả các phản ứng và biện pháp hiện thời.

## Dòng thời gian
Trường hợp đầu tiên của đất nước được công bố vào ngày 12 tháng 3, một người đàn ông Gabon 27 tuổi trở về Gabon từ Pháp, 4 ngày trước khi xác nhận nhiễm COVID-19.
Tính đến ngày 31 tháng 12 năm 2023, Gabon ghi nhận 49,501 trường hợp nhiễm COVID-19 và 307 trường hợp tử vong.